# Mari Menuco

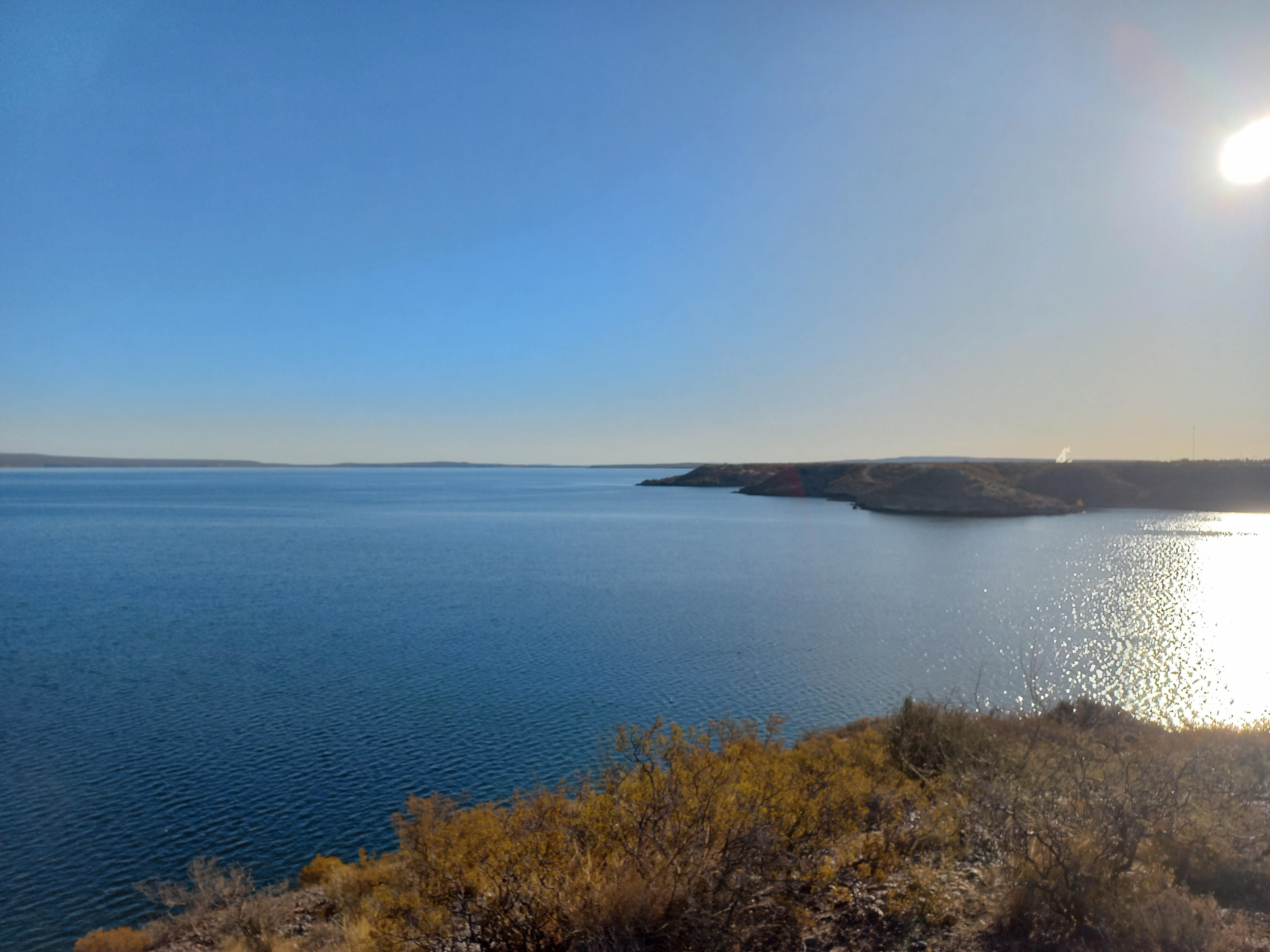
Neuquén- Lago Mari Menuco

Mari Menuco es una localidad del Departamento Confluencia en la provincia del Neuquén, Argentina.
Se accede a partir de la RP 7. Se encuentra próximo al Lago Mari Menuco. Este forma parte de un complejo lacustre junto al Lago Los Barreales. Sus aguas provienen del río Neuquén, que mediante un dique derivador permite el llenado de sus cuencas naturales con el objeto de aprovechamiento económico, turístico, forestal, agrícola y especialmente energético; vegetación achaparrada facilita una vista general de los lagos ya mencionados.

## Población
Contó con 102 habitantes (Indec, 2010), lo que representó un marcado descenso del 37,8% frente a los 132 habitantes (Indec, 2001) del censo anterior. Durante la temporada estival se vive una intensa actividad turística y recreativa, cuando llegan los propietarios de las casas. 
El censo 2022 registró una población de 199 habitantes que se repartieron entre 111 hombres y 88 mujeres. Sin embargo, las cifras obtenidas fueron estimativas solo teniendo en cuenta a la población en viviendas particulares; es decir, excluyendo del dato a la población institucional y las personas sin hogar. Gracias a este censo también fue posible conocer su densidad y tamaño urbano.
| Gráfica de evolución demográfica de Mari Menuco entre 1991 y 2022 |
|                                                                   |
| Fuente: Censos nacionales del INDEC                               |

## Lago Los Barreales
- Superficie (km²): 413,1
- Volumen (hm³): 27700
- Profundidad Máxima (m): 120
- Profundidad Media (m): 67

- [3][4]